# جوليا لوكتيف
جوليا لوكتيف (بالإنجليزية: جوليا لوكتيف ) هي مخرجة أفلام أمريكية - روسية ولدت بتاريخ 12 ديسمبر 1969. تشتهر بأسلوبها السينمائي البصري والتجريبي، حيث تتناول أعمالها مواضيع تتعلق بالهوية، والصراع الداخلي، والتجربة الإنسانية ضمن بيئات غير مألوفة.

## الولادة
ولدت جوليا في الاتحاد السوفيتي، وانتقلت لاحقًا إلى الولايات المتحدة، حيث درست وعملت في مجال السينما المستقلة. من أبرز أعمالها الفيلم الوثائقي ‘‘Moment of Impact’’ (لحظة الصدمة) الذي أُنتج عام 1998، والذي تناول حادثًا مأسويًا غيّر مجرى حياة أسرتها، بالإضافة إلى فيلم ‘‘Day Night Day Night’’ عام 2006، والذي حاز على تقدير نقدي واسع، وفيلم ‘‘The Loneliest Planet’’ عام 2011، الذي عُرض في العديد من المهرجانات السينمائية الدولية